# Římskokatolická farnost Záblatí
Římskokatolická farnost Záblatí je zaniklým územním společenstvím římských katolíků v rámci prachatického vikariátu českobudějovické diecéze.

## O farnosti

### Historie
Plebánie v Záblatí byla zřízena v roce 1359 či 1360, kdy byla osada jako součást Husského panství v majetku bratří z Janovic. Po roce 1363 se panství zřejmě dostalo do majetku krále. Václav IV. jej na konci 14. století zastavil svému tehdejšímu oblíbenci Zikmundu Hulerovi, který měl s katolickou církví problematický vztah, zejména však s Janem z Jenštejna. Poté, co nechal Zikmund Lucemburský v roce 1405 setnout Hulerovu hlavu pro jeho machinace s účty, připadlo panství táboritům Mikuláši z Pístova a od něj Janu Smilovi z Křemže. Po jeho smrti (asi 1447) získali celé panství Rožmberkové. Poslední z rodu Petr Vok prodal panství i se Záblatím Volfu Novohradskému z Kolovrat, po němž jej v roce 1628 získal Jan Oldřich z Eggenbergu, který ho připojil k vimperskému panství. Farnost přečkala i dobu pobělohorskou. V roce 1624 spravoval místní farář i farnosti Šumavské Hoštice, Vimperk, Volary a Zbytiny.
V době okolo roku 1700 byla záblaťská farnost součástí prachatického vikariátu, jejím patronem s právem podacím byl Jan Kristián kníže z Eggenbergu a na jejím území stálo 1 480 domů. Tehdy jsou zde zmiňováni jako faráři P. Pavel Ant. Terwalt (1694–1700) a Martin Břeský (1706–1709).
Kostel zasvěcený Umučení svatého Jana Křtitele (titulární slavnost 29. srpna) pochází ze 14. století. Z této doby se v kostele zachovaly cenné nástěnné malby s tematikou kristologického cyklu. Dále byl kostel upravován v první čtvrtině 16. století, v letech 1729–1733 k němu byla přistavěna barokní kaple svatého Jana Nepomuckého. V roce 1874 vyhořel kostel i fara, obnovené o rok později.
Ve 20. století přestal být do farnosti ustanovován sídelní duchovní správce. Roku 1971 farnost krátce spravoval jako administrátor ex currendo z Lažiště pozdější arcibiskup a kardinál Miloslav Vlk.
Farnost Záblatí zanikla dne 31. prosince 2019, jejím právním nástupce je římskokatolická farnost Lažiště.

## Kostely a kaple farnosti
| Fotografie | Kostel                               | Místo     | Bohoslužba              | Bohoslužba             | Poznámka            |
| ---------- | ------------------------------------ | --------- | ----------------------- | ---------------------- | ------------------- |
|            | Kostel Umučení svatého Jana Křtitele | Záblatí   | 1. a 3. sobota v měsíci | 17.00                  | bývalý farní kostel |
|            | Kaple                                | Řepešín   | neslouží se pravidelně  | neslouží se pravidelně | obecní kaple        |
|            | Kaple                                | Zvěřenice | neslouží se pravidelně  | neslouží se pravidelně | obecní kaple        |